# Liselotte Grschebina
Liselotte Grschebina, ou Grjebina, née Liselotte Billigheimer le 2 mai 1908 à Karlsruhe (Empire allemand) et morte le 14 juin 1994 à Petah Tikva (Israël), est une photographe allemande puis israélienne.

## Biographie

### Origines et études
Elle est la fille d'un couple de Juifs, Rosa et Otto Billigheimer. Son père meurt pendant la Première Guerre mondiale, en 1916, alors qu'il sert dans l'armée allemande. Entre 1925 et 1929, Liselotte Billigheimer étudie la peinture et le graphisme à l'école d'art Badische Landeskunstschule de Karlsruhe (BLK) ainsi que la photographie commerciale à l'école des arts appliqués de Stuttgart. En janvier 1932, elle ouvre Bilfoto, son propre studio, spécialisé en photographie d'enfants et étudiants.

### Carrière en Israël
En 1933, à la suite de l'arrivée au pouvoir d'Adolf Hitler et des restrictions à la liberté professionnelle des Juifs, elle ferme son entreprise. Avant de quitter l'Allemagne, elle épouse le docteur Jacob (Jasha) Grschebin. Ils arrivent à Tel Aviv en mars 1934. La même année, elle ouvre le studio Ishon sur Allenby Road, avec son amie Ellen Rosenberg (Auerbach), avec qui elle s'était par le passée déjà associée à Berlin. En 1936, le studio ferme, après le départ de sa camarade du pays. Liselotte Grschebina continue alors à travailler mais chez elle. Entre 1934 et 1947, elle est nommée photographe officielle de l'Organisation internationale des femmes sionistes (WIZO). En 1939, avec d'autres photographes d'origine allemande réunis à Tel-Aviv, elle crée la Palestine Professional Photographers Association (PPPA), la première organisation de photographes indépendants du pays. Entre les années 1930 et 1950, elle prend des photos pour la compagnie des chemins de fer de Palestine, la grande entreprise laitière Tnuva, les kibboutzim et diverses entreprises privées.
Elle meurt à Petah Tikva en 1994, à l'âge de 86 ans. Ses archives photographiques (1800 clichés) sont remises au musée d'Israël par son fils Beni Gjebin et son épouse Rina, avec l'aide de Rachel et Dov Gottesmann.

## Œuvre
Ayant émigré d'Allemagne vers la Palestine en 1934, Liselotte Grschebina a été profondément influencée par les mouvements artistiques révolutionnaires de la République de Weimar : la Nouvelle Objectivité en peinture et la Neues Sehen en photographie, ainsi que par un certain nombre de professeurs comme Karl Hubbuch (en) et Wilhelm Schnarrenberger. Contrairement à beaucoup de ses collègues, qui cherchaient en Palestine leur identité dans l'effort sioniste collectif, en le documentant et en le promouvant dans leur travail, Liselotte Grschebina restait attachée aux idéaux et aux principes artistiques de Weimar, continuant à les appliquer et à les développer.
En Allemagne, la plupart de ses photographies – généralement des commandes publicitaires – étaient prises en studio. En Israël, elle travaillait également à l'extérieur, photographiant par exemple des gens dans leur routine quotidienne, insensibles à la présence de son appareil. Dès lors, le spectateur de ces images se sent comme un étranger, avec une nouvelle perspective objective sur le sujet : c'est dans ce « portrait objectif […] pas encombré d'intention subjective » que réside le génie de la photographie, estime le théoricien de la photo László Moholy-Nagy,.

## Galerie

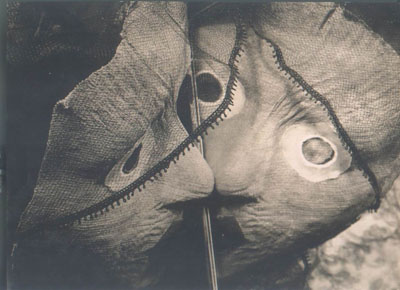
Masques, vers 1930[4].
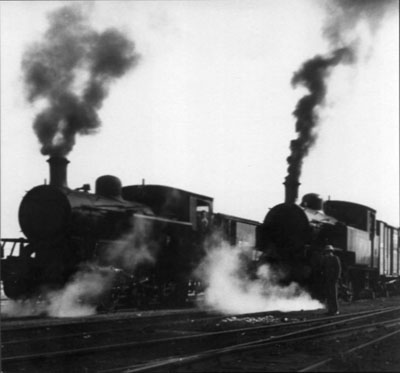
À l'échangeur de chemin de fer, Lod[5].
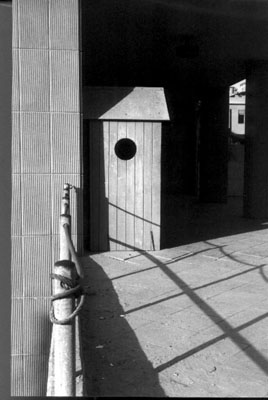
Rosh HaNikra, vers 1960[6].
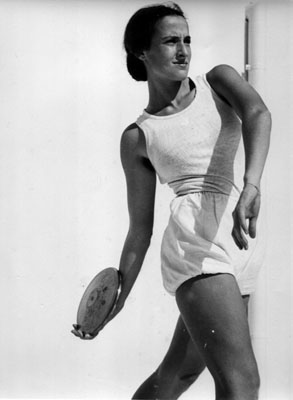
Sports en Israël Discobole, 1937[7].

## Expositions
De son vivant
- 1937 : Participe à une exposition internationale à Paris.
- 1938 : Participe à l'exposition collective « Old Life - New Life » du photogroupe T'munah (en hébreu : « Pour la photo ») de l'Association sioniste de Berlin (BZV), présentée sur leur site de Kantstraße.
- 1941 : Participe à l'exposition de groupe de la PPPA à Logos, une librairie de Tel Aviv réaménagée en espace de galerie

Posthumes
- 2000 : « Summer - Time Frame: A Century of Photography in the Land of Israel », musée d'Israël, Jérusalem.
- 2005 : « The New Hebrews - 100 Years of Israeli Art », Martin-Gropius-Bau, Berlin.
- 2008 (octobre-décembre : « Woman with a Camera: Liselotte Grschebina, Germany 1908 - Israel 1994 »), Ticho House (en).
- 2009 : « Eine Frau Mit Kamera: Liselotte Grschebina, Deutschland 1908 – 1994 Israel. Eine Ausstellung des Israel Museums, Jerusalem ». Curateurs: Yudit Caplan, Martin-Gropius-Bau, Berlin.

## Sources
- (en) Cet article est partiellement ou en totalité issu de l’article de Wikipédia en anglais intitulé « Liselotte Grschebina » (voir la liste des auteurs).